# Libros verdes
Libros verdes fue como se denominó a las obras genealógicas que sacaban a relucir las manchas de un linaje o una casa nobiliaria. Sobre todo surgieron en el siglo XVII motivadas por el rencor de su autores o por mera curiosidad. Resultaron ofensivos en cuanto se ponía en entredicho la limpieza de sangre de un cristiano viejo o de su familia al hacerla descender de judío o moro converso, poner de relieve amancebamientos con mujeres de mal vivir, matrimonios desiguales y bastardías originadas por nobles o eclesiásticos.
Surgieron en sentido contrario a la dirección recorrida por la genealogía que, desde antes del siglo XVI hasta el XVII, además de ser abundante y adulatoria, adolecía de una fabulación tan exagerada, fruto de amasamientos y desfiguraciones de obras originales, con el deseo de remontar una estirpe a orígenes lejanos, acreditar servicios extraordinarios, probar descendencia de godos, o remontarse a Adán y Eva.
Los libros verdes, a pesar de conservarse en numerosas copias, fueron perseguidos e incluso mandados destruir por la autoridad, dada su naturaleza difamatoria; caso del Libro Verde de Aragón en 1623. Igualmente la autoridad prohibió dar crédito en instrumentos y expedientes al Nobiliario Genealógico de Alonso López de Haro, que fue publicado en 1612-22 con el título Nobiliario Genealógico de los Reyes y títulos de España. Los papeles genealógicos del cronista Tamayo de Vargas se mandaron recoger a su muerte por “contener noticias perjudiciales a los linajes”; o por atacar al gobierno –según Pellicer-.
El libro verde más famoso y divulgado fue el Memorial de 1560 (Burgos) dirigido al rey Felipe II por el cardenal Francisco de Mendoza y Bobadilla (1508-1566) que fue publicado en el siglo XIX con el nombre de El Tizón de la Nobleza Española o máculas y sambenitos de sus linajes, contando con la descalificación de reputados genealogistas. En él se afirmaba por ejemplo que la mayor parte de la nobleza descendía (por los matrimonios entre ellos) de un judío converso almojarife de la reina Urraca de Castilla llamado Ruy Capón, de una "doncella de alegre vida" llamada Isabel Droklin, manceba del obispo Pedro de Castilla e hija de un albañil inglés y de una "tal espulga-manteles”, o una "Isabel de Tal" luego nombrada de Meneses.
En la actualidad se ha vuelto publicar esta obra en Madrid, 1992; en Valencia, 1995; y en París-Valencia, 2005.

## El Tizón de la Nobleza españolade Francisco de Mendoza y Bobadilla
El prologuista anónimo de 1880 escribe la causa de tal escrito: En 1560, hubo de hacerse merced de un hábito de orden militar a un sobrino del cardenal Mendoza, y el tribunal de las órdenes, donde estaba “l’élite” de la nobleza, se opuso, aunque indirectamente a la provisión, obligando al agraciado á hacer expediente ó probanza de limpieza de sangre, que no sabemos qué sombra ó mancha de su linaje. El mortificado sobrino comunicó á su tío el cardenal el agravio hecho en él a toda la familia, y entonces el prelado recurrió al rey ajustándoles las cuentas á todos los nobles de España para nivelar, por decirlo así, el cargo con data. También indica cómo Mendoza prevaleció sobre la revancha de sus enemigos, y continúa realizando su biografía en tono casi laudatorio.
El Cardenal inicia el Memorial considerando el injusto agravio realizado sobre su sobrino el Conde de Chinchón por los nobles, y dice: Y siendo los caballeros, duques, condes y marqueses los que ilustran la republican y las flores del rosal en que todos se miran, me admira también y es de extrañar que haya tanto rencor entre ellos; que en pechos nobles es infamia y motivo de murmuración y de escándalo entre la gente del pueblo, que pueden decir que son más noble que los príncipes cuyos abuelos no se conocen ni se hace memoria de ellos para nada.
Y si se entendiera la vista á la naturaleza y bastardía, palabras blasfemas y actos secretos de la Inquisición, fuera poder infinito, y leyendo á los sagrados escritores, que son espejo de la Iglesia, se vería como muchas cosas tocante a este intento. Más como la brevedad de este memorial lo pide, no se puede sacar la lengua á todo, sino suplicar á V. M. humildemente mire con atención tantos y tantos príncipes y señores, condes, marqueses y caballeros, como ilustran los siguientes pliegos.
La obra está organizada así: un prólogo, la biografía, el Memorial propiamente dicho, y un epílogo final en cuatro partes: "consecuencias”, “linaje del cardenal Mendoza”, “aleluyas” y “por un hábito”. El memorial consta de:
-Primera parte. Máculas de los más altos linajes. Descendientes de…
-Segunda parte. Sambenitos
-Conclusión del Memorial el 20 de agosto de 
A la muerte del Cardenal, ocurrida en 1566, el presidente del Consejo de Castilla Diego de Espinosa, mandó recoger secretamente todos sus papeles genealógicos al corregidor de Burgos, Juan Delgadillo.
En los papeles de Rmo. Cardenal que Dios perdone, podría ser que estuviesen un libro y otros papeles, así de su linaje y descendencia como de otros destos reinos de que se tiene alguna noticia que él trataba y escribía en su vida, los cuales converná mucho al servicio de Dios y de su Majestad, que estos se recojan y tomen a su mano y que no se traten por otros de que se podría seguir algún inconveniente. Y así para este caso, será bien que VM con disimulación tome trabajo de ir a la Villa de Arcos y si estuviere hecho inventario de sus papeles, tomar los que hallare en este propósito, y si no lo estuviere, hacer la diligencia en los scriptorios que tuvieren papeles y lo que VM hallare allí o en Burgos melo envíe cerrado y sellado y a buen recaudo. Y converná que VM haga esta diligencia sin sonido. A la señora doña Catalina beso las manos y Nº Sr. guarde la muy magnífica persona de VM en su servicio. De Madrid, 2 de diciembre de 1566.Servidor de VM El licenciado Diego de Espinosa